# Dubàssovo
Dubàssovo (Дубасово en rus) - és un poble de l'óblast de Penza, a Rússia, que el 2007 tenia 128 habitants.